# Eadmer
Eadmer o Edmer (c. 1060 -c. 1124) fou un escriptor, teòleg i eclesiàstic anglès. És conegut per ser el biògraf contemporani de Sant Anselm.
Eadmer naixia de llinatge anglosaxó just abans de la conquesta normanda d'Anglaterra el 1066. Es convertiria en monjo en el monestir benedictí de l'Església de Crist, a Canterbury, on coneixeria a Anselm que en aquella època visitava Anglaterra com abat de l'Abadia de Bec. L'amistat es reprengué quan Anselm es convertí en arquebisbe de Canterbury el 1093. El 1120 se'l nomenà bisbe de St. Andrews (Cell Rígmonaid). Es creu que morí l'any 1124.

## Principals obres
Eadmer deixà un nombre importants d'escriptures, la més important de les quals és el seva Historia novorum, una obra que tracta principalment de la història d'Anglaterra entre 1066 i 1122. L'Historiae fou editada per primera vegada el 1623 i, l'altra obra cabdal d'Eadmer, la Vita Anselmi fou editada a Londres el 1884.